# ادبیات قزاقی
ادبیات قزاقی اینگونه تعریف شده است: «مجموعه ادبیات شفاهی یا کتبی که در زبان قزاقی توسط مردم قزاق در آسیای مرکزی خلق شده است.» بر اساس منابع کتبی چینی در قرن‌های ششم تا هشتم میلادی اقوام ترک قزاقستان سنت شعر شفاهی داشتند. اینها از دوره‌های قدیمی‌تر می‌آمدند و عمدتاً توسط سخن‌سرایان منتقل می‌شدند که داستان‌گویان حرفه‌ای و اجراکنندگان موسیقی بودند.